# Maltypus
Maltypus es un género de escarabajos  de la familia Cantharidae. En 1860, Motschoulsky describió el género.

## Especies
Contiene las siguientes especies:
- Maltypus apoensis Wittmer, 1975
- Maltypus babahrotensis Wittmer, 1993
- Maltypus bakeri Wittmer, 1973
- Maltypus balabagensis Wittmer, 1975
- Maltypus bengalicus Wittmer en Wittmer & Brancucci, 1978
- Maltypus bhutanensis Wittmer, 1975
- Maltypus bibilensis Wittmer, 1973
- Maltypus bocakorum Wittmer, 1993
- Maltypus brastagiensis Wittmer, 1993
- Maltypus chanakhae Wittmer, 1975
- Maltypus chinensis Wittmer, 1995
- Maltypus circularis Wittmer, 1995
- Maltypus compressus Wittmer, 1995
- Maltypus davaonus Wittmer, 1975
- Maltypus dilatatus Wittmer, 1984
- Maltypus fortedentatus Wittmer, 1993
- Maltypus globulosus Wittmer, 1995
- Maltypus holzschuhi Wittmer, 1984
- Maltypus kamjeensis Wittmer, 1975
- Maltypus kaszabi Wittmer in Brancucci & Wittmer, 1984